# Кучборк-Весь
Кучборк-Весь (пол. Kuczbork-Wieś) — село в Польщі, у гміні Кучборк-Осада Журомінського повіту Мазовецького воєводства.
Населення — 500 осіб (2011).
У 1975-1998 роках село належало до Цехановського воєводства.

## Демографія
Демографічна структура станом на 31 березня 2011 року:
|          | Загалом | Допрацездатний вік | Працездатний вік | Постпрацездатний вік |
| -------- | ------- | ------------------ | ---------------- | -------------------- |
| Чоловіки | 265     | 61                 | 166              | 38                   |
| Жінки    | 235     | 48                 | 119              | 68                   |
| Разом    | 500     | 109                | 285              | 106                  |